# École polytechnique d'architecture et d'urbanisme
L'École Polytechnique d'Architecture et d'Urbanisme Hocine Aït-Ahmed, en abrégé EPAU, est un établissement d'enseignement supérieur situé dans la commune d'El-Harrach à l’est de la wilaya d'Alger en Algérie,.

## Histoire
À l'indépendance de l'Algérie en 1962, le pays  hérita de l' École supérieure des beaux-arts d'Alger (1881-1962), qui formait des architectes selon un programme indépendant de l'école métropolitaine, combinant logiques locales et européennes . Cependant, la reprise de cette institution fut entravée par l'absence d'enseignants. Cette difficulté fut surmontée grâce à deux figures emblématiques : le peintre Bachir Yellès et l'architecte Abderrahmane Bouchama. Lyes Bouchama, fils de ce dernier et étudiant de l'École, fut sans doute le seul témoin de la transition entre l'École des Beaux-Arts (EBA) et l'École Nationale d'Architecture et des Beaux-Arts (ENABA).
À cette époque, l'Algérie ne disposait pas d'une université spécifique pour former des architectes, contrairement à d'autres pays européens où des transformations importantes avaient lieu dans l'enseignement de l'architecture, tant au niveau des contenus que des méthodes pédagogiques. Les premiers étudiants furent sélectionnés en 1968 sur la base de leur ancienneté dans la profession, donnant lieu à une première promotion de huit membres. Par la suite, les inscriptions furent normalisées avec comme critère le baccalauréat, accompagné de la séparation administrative entre architecture et beaux-arts.
L'enseignement progressa sous la direction d'architectes-enseignants étrangers, parmi lesquels Jean-Jacques Deluz et André Ravéreau. Leur apport, que ce soit par leurs travaux, leur rigueur intellectuelle ou leur passion pour le développement de l'Algérie, marqua profondément plusieurs générations d'étudiants. Ces enseignants ont légué des enseignements précieux pour la formation et la pratique de l'architecture dans le pays.
L'école polytechnique d'architecture et d'urbanisme (EPAU) est créée en 1970. Son bâtiment est l'œuvre de l’architecte brésilien Oscar Niemeyer.
Pour concevoir cette école, Niemeyer s’est inspiré du CEPLAN (Centro de Planejamento Oscar Niemeyer) à Brasilia, adoptant une approche architecturale simple et économique. Il a intégré des patios intérieurs favorisant à la fois la communication et l’intimité, offrant ainsi un environnement propice à l’apprentissage. L’École polytechnique d’architecture et d’urbanisme (EPAU) a été officiellement créée par l’ordonnance n°70-67 du 14 octobre 1970, actant la séparation de l’enseignement de l’architecture de celui des Beaux-Arts.
Forte de son expérience, l’école a été transformée en une entité autonome sous le nom d’École Nationale Supérieure d’Architecture. Au cours des années 1980, pour faire face à l’accroissement constant du nombre d’étudiants, l’architecte Jean-Jacques Deluz a été chargé d’un projet d’extension. Sa vision a permis de maximiser l’utilisation de l’espace en proposant une approche différente des volumes initiaux conçus par Niemeyer, tout en maintenant la cohérence et l’harmonie visuelle avec le projet d’origine.
En 1999, une première proposition pour une deuxième extension a été présentée par le bureau d’étude d’État « BEREG ». Les travaux ont commencé en 2004 après plusieurs reports, portant sur la construction du laboratoire des matériaux de construction (TMC) et sur l’aménagement de l’espace central, reliant les travaux de Niemeyer et de Deluz. En 2006, BEREG a également entrepris la construction d’un nouveau bloc administratif.
Aujourd’hui, l’EPAU fonctionne en tant qu’école supérieure sous le décret exécutif n°16-176 du 14 juin 2016. Depuis la décision n°58 du 8 novembre 2016 du Ministère des Moudjahidine, l’école porte fièrement le nom du Moudjahid Hocine Aït Ahmed, en reconnaissance de son rôle dans l’histoire de l’Algérie.
En 2016, l'EPAU a été baptisée du nom de Hocine Aït Ahmed, dirigeant historique du FLN.